# Parafia św. Jana Chrzciciela w Mielegianach
Parafia św. Jana Chrzciciela w Mielegianach – parafia rzymskokatolicka, administracyjnie należąca do archidiecezji wileńskiej, znajdująca się w dekanacie ignalińskim. 

## Historia
W 1760 roku z inicjatywy szlachcica inflanckiego J. Grafa w Mielegianach zbudowano drewnianą kaplicę. W 1779 roku Justyna Kublicka, zgodnie z wolą zmarłego męża, przeznaczyła działkę, w pobliżu kaplicy, pod nowy murowany kościół, organistówkę i szkołę. Parafia otrzymała folwark Miłosze. Erygowano parafię.
W latach 1779–1790 wybudowano obecny murowany kościół, który został poświęcony przez proboszcza, kanonika inflanckiego Wojciecha Odolińskiego. W 1858 roku Kubliccy wybudowali na cmentarzu murowaną kaplicę. W XIX wieku działała tu szkoła parafialna. W tym okresie biskupi wileńscy powoływali do Mielagian polskich księży. W 1903 roku proboszczem został Placyd Szarkowski, który nauczył parafian modlić się i śpiewać po litewsku, a opuszczony kościół wyremontował.
W 1913 roku powstało koło Towarzystwa "Rytas", które w 1914 r. nie uzyskało zgody władz na utworzenie biblioteki-czytelni. Karol Gumbaragis (1885–1958), który był proboszczem od 1925 roku, w 1926 roku założył Towarzystwo św. Kazimierza, które kolportowało litewską prasę. Był prześladowany i więziony przez polską administrację, a po II wojnie światowej zesłany na Syberię.